# NGC 4646
NGC 4646 este o galaxie lenticulară situată în constelația Ursa Mare. A fost descoperită în 24 martie 1791 de către William Herschel. Se află la o distanță de 68,02 de megaparseci de Pământ.